# Réjean Hébert
Pour les articles homonymes, voir Hébert.
Réjean Hébert, né le 7 septembre 1955 à Québec, est un médecin et un homme politique québécois. Il a représenté la circonscription de Saint-François à l'Assemblée nationale du Québec depuis l'élection du 4 septembre 2012 jusqu'à celle du 7 avril 2014, sous la bannière du Parti québécois. Médecin et chercheur en gériatrie et en gérontologie, il a été ministre de la Santé et des Services sociaux, ministre responsable des Ainés ainsi que ministre responsable de la région de l'Estrie dans le gouvernement de Pauline Marois.

## Biographie

### Jeunesse
Réjean Hébert est le troisième enfant d'une famille de trois garçons. Établis en Chaudière-Appalaches, son père était cheminot et sa mère téléphoniste. En 1975, Réjean Hébert s'installe à Sherbrooke pour commencer ses études en médecine. Il étudia ensuite à Grenoble et à Cambridge.

### Carrière en médecine
Le Dr Hébert a commencé sa carrière en médecine familiale à l'Hôtel-Dieu de Lévis et au Centre hospitalier universitaire de Sherbrooke (CHUS). Il est devenu en 1988 l’un des premiers médecins gériatres au Québec et a pratiqué de nombreuses années auprès des personnes âgées à l’Hôpital D’Youville de Sherbrooke.
Il a été par la suite professeur titulaire au Département de médecine familiale de l’Université de Sherbrooke et chercheur-fondateur au Centre de recherche sur le vieillissement du Centre de santé et de services sociaux – Institut universitaire de gériatrie de Sherbrooke (CSSS-IUGS) en plus d’assumer un rôle de médecin-conseil à l’Institut national de santé publique du Québec. Il a occupé le poste de doyen de la Faculté de médecine et des sciences de la santé de l’Université de Sherbrooke de janvier 2004 à septembre 2010. Il a aussi agi comme président du Réseau universitaire intégré en santé de Sherbrooke pendant cette période.
Il détient un diplôme en gérontologie et une maîtrise de philosophie en épidémiologie. Il a été chercheur national du Fonds de la recherche en santé du Québec et, jusqu’en décembre 2003, le premier directeur scientifique de l’Institut du vieillissement des Instituts de recherche en santé du Canada. Il a aussi fondé le Centre de recherche sur le vieillissement de l’Institut universitaire de gériatrie de Sherbrooke en 1988 et le Réseau québécois de recherche sur le vieillissement en 1996, assurant leur direction dans les premières années.
Ses travaux de recherche ont eu des retombées concrètes dans le réseau de la santé et des services sociaux du Québec. Citons, entre autres, le Système de mesure de l’autonomie fonctionnelle, l’outil officiel utilisé pour mesurer les besoins des personnes âgées et handicapées, ainsi que le modèle de coordination des services issu du groupe de recherche PRISMA (Programme de recherche sur l’intégration des services de maintien de l’autonomie). Ce modèle est, en 2014, en voie d'implantation au Québec afin d’améliorer l’efficience du système de santé tout en prévenant la perte d’autonomie des aînés. Réjean Hébert mène des études visant à mesurer l’efficacité des programmes de prévention, de réadaptation ou de compensation de la perte d’autonomie. Il s’intéresse aussi aux causes et à l’évolution de la maladie d’Alzheimer et de la démence. Il est coauteur du Précis pratique de gériatrie, ouvrage de référence largement utilisé par les praticiens, et est l’auteur de nombreuses publications scientifiques. Le premier mars 2020, le Collège des Médecins du Québec limite sa pratique de la médecine à un rôle de médecin-conseil.

### Carrière politique
Il fait le saut en politique lors de l'élection générale québécoise de 2008, mais est défait dans la circonscription de Saint-François. Il est par la suite élu le 4 septembre 2012 et nommé ensuite ministre de la Santé et des Services sociaux ainsi que des aînés. Il est aussi nommé ministre responsable de la région de l'Estrie. Aux élections de 2014, il perd son poste de député lors de la défaite du Parti québécois. L’ex-ministre péquiste est ensuite candidat libéral fédéral dans la circonscription de Longueuil—Saint-Hubert lors de l’élection du 21 octobre 2019 où il termine deuxième, battu de peu par Denis Trudel.

## Distinctions et prix
En 2008, il est récipiendaire du Prix de l'engagement communautaire Imelda-Lefebvre de la Société Saint-Jean-Baptiste de Sherbrooke.